# Il était une fois à Monaco
Pour plus de détails, voir Fiche technique et Distribution.
Il était une fois à Monaco est un téléfilm français réalisé par Frédéric Forestier, diffusé en 2020 en Belgique sur La Une, en Suisse sur RTS Un et en France sur TF1.

## Synopsis
Originaire de la Courneuve, en  banlieue parisienne, Medhi cherche à changer sa vie en jouant au Poker. Et pour que ses rêves se réalisent, il part à Monaco pour jouer face à des riches sous une identité d'un prince marocain. Là-bas, il croisera une charmante réceptionniste, Elena, qui comprend vite que Medhi n’est pas celui qu’il prétend être. Et qui, elle aussi, cache bien des secrets…

## Fiche technique
Sauf indication contraire, les informations mentionnées dans cette section peuvent être confirmées par la base de données cinématographiques Allociné,  présente dans la section « Liens externes ».
- Titre : Il était une fois à Monaco
- Réalisation : Frédéric Forestier
- Scénario : Gilles Paquet-Brennet
- Décors : Florian Augis
- Photographie : Pascal Ridao
- Son : Sébastien Marquilly
- Casting : Appoline Delvaux, Pauline Duterte
- Musique : Mike Kourter, Fabien Kourter, Alexandre Saada, Martial Bort, Olivier Boge
- Production : Stéphane Marsil, Clothilde Jamin
- Co-production : TF1 Production, Be-Films, RTBF
- Société(s) de production : Beaubourg Stories, Beaubourg Audiovisuel
- Société(s) de distribution : TF1 Distribution
- Pays de production :  France
- Langue originale : Français
- Genre : Drame, sentimentale
- Durée : 90 minutes
- Dates de première diffusion :
  - Belgique : 1er novembre 2020 sur La Une[1]
  - Suisse : 1er novembre 2020 sur RTS Un
  - France : 2 novembre 2020 sur TF1
- Classification : Tout public

## Distribution
- Rayane Bensetti : Medhi
- Anne Serra : Elena
- Antoine Duléry : M. Zimmer
- Chantal Ladesou : la comtesse Lorentzen
- Valérie Dashwood : Mme Zimmer
- Gladys Cohen : Zohra
- Wilfred Benaïche : l'homme à lunettes
- Philippe Dusseau : le directeur hôtel
- Colin Bates : Harold
- Nicolas Maschi : le bagagiste d'hélicoptère
- Colette Kraffe : Mamita
- Hamza Bensahnoune : le chauffeur
- Marc Brun : le bagagiste
- Majid Berhila : le barman
- Florianne Gagneux : la mère malienne
- David Nguyen : le receleur
- Anne Le Forestier : la femme de chambre
- Grégory Di Meglio : le serveur
- Christian Bianchi : le joueur du tournoi de poker
- Alana Pariente : la croupière du tournoi de poker
- Tibo Drouet : le joueur de poker

## Audiences
Selon Médiamétrie, le téléfilm en deux parties a rassemblé en moyenne 3,37 millions de téléspectateurs dont 13,2 % du public de quatre ans et plus.